# José Antonio Ortiz de Zarauz

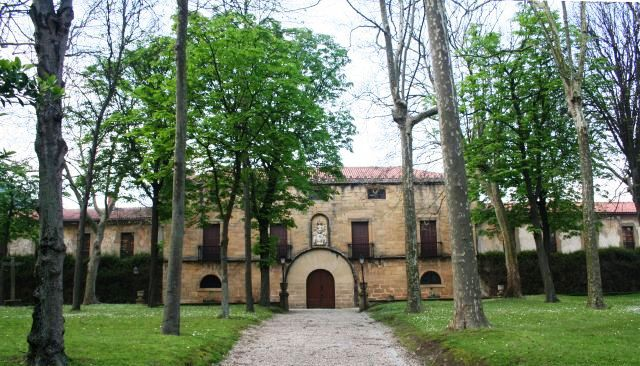
Palacio de Zarauz en Zarauz, también llamado Palacio de Narros.

José Antonio Ortiz de Zarauz (Vitoria, Álava 15 de agosto de 1653 - 1709) Nieto del Rey de Castilla y León Alfonso XI el Justiciero en grado decimocuarto por línea paterna. Hizo pruebas de nobleza y fue Caballero de la Orden de Santiago y Señor del Palacio de Zarauz. Viudo contrajo matrimonio en segundas nupcias en Éibar el 11 de julio de 1700) con María Ángela Velasco, hija de Tomas José Velasco y Caizedo y Ana María Jauregui Unzueta.
Ocupó varios cargos políticos: Diputado General en 1671. En Zarauz fue alcalde en los años 1677, 1707 y 1708. En Ermua fue alcalde en los años 1675, 1681 y 1693. Testó en Zarauz el 28 de enero de 1709 ante Juan Feliz Gorostiaga.

## Orígenes familiares
Hijo legítimo de Martín de Zarauz y de Teresa de Larrina. Sus abuelos paternos fueron Pedro de Zarauz y Ana de Andunaegui y Jausoro.

## Descendencia
En primeras nupcias contrajo matrimonio con Isabel de Idiáquez y Eguía, hermana del primer duque de Granada de Ega, Juan de Idiáquez y Eguía, ambos hijos legítimos de Francisco de Idiáquez y Manrique de Isasi y Luisa María Eguía e Irarraga. De éste matrimonio nacieron cuatro hijos, entre los cuales se encuentran: María Teresa Zarauz de Idiáquez, I Marquesa de Narros que entró en posesión del Mayorazgo de Balda el 25 de junio de 1710. Tomó posesión del título el 27 del mismo mes y año. Contrajo matrimonio con Juan del Corral e Idiáquez. La Casa de Balda y el Marquesado de Narros recayeron en el Ducado de Granada de Ega al no dejar descendencia Maria Josefa del Corral y Suelves, VI Marquesa de Narros. El Ducado de Granada de Ega se unió al Ducado de Villahermosa en cabeza de Francisco Javier Azlor de Aragón e Idiáquez (1850-1919), VI Duque de Granada de Ega y XVI Duque de Villahermosa en la línea sucesoria.
Del matrimonio con María Ángela Velasco, hija legítima de Tomas José Velasco y Caizedo y Ana María Jauregui Unzueta, nacieron tres hijos, entre los cuales se encuentran:
- Francisca Antonia de Zarauz. Contrajo matrimonio con el Mariscal de Campo Francisco José de Emparán, Caballero de la Orden de Santiago y XIII señor de la casa de Emparan, una de las más ilustres y antiguas de Guipúzcoa, reputada de ser Parientes Mayores en época anterior a las veinticuatro calificadas por el monarca Carlos I de España.

## Familia Zarauz - Algunos descendientes del reyAlfonso XI el Justiciero
|                              | Descendientes Legítimos                     | Período                      |
| Rey Alfonso XI el Justiciero | Rey Alfonso XI el Justiciero                | Rey Alfonso XI el Justiciero |
| ---------------------------- | ------------------------------------------- | ---------------------------- |
| II                           | Infante Tello de Castilla y Nuñez de Guzmán | 1337-1370 España             |
| III                          | Isabel Téllez de Castilla                   | ?-1401 España                |
| IV                           | Leonor de Guevara y Téllez de Castilla      | 1381-? España                |
| V                            | Elvira Sánchez de Leyva                     | ?-? España                   |
| VI                           | Juana de Butrón                             | 1430-? España                |
| VII                          | María Ortiz de Gamboa                       | 1449-1520 España             |
| VIII                         | Ladrón de Balda                             | ?-? España                   |
| IX                           | María Ortiz de Balda y Garibay              | ?-? España                   |
| X                            | María Ortiz de Jausoro y Balda              | ?-? España                   |
| XI                           | María Ortiz de Lili y Jausoro               | 1559-? España                |
| XII                          | Ana de Andunaegui y Jausoro                 | 1589-? España                |
| XIII                         | Martín de Zarauz                            | ?-1664 España                |
| XIV                          | José Antonio Ortiz de Zarauz                | 1653-? España                |